# Goliatbaggar
Goliatbaggar (Goliathus) är ett släkte av skalbaggar, som ingår i familjen Cetoniidae. Goliatbaggar är bland de största insekterna, om man utgår ifrån storlek, volym och vikt. De förekommer i många av Afrikas tropiska skogar, där de främst lever av trädsav och frukt. Lite är känt om deras larvcykel i det vilda. Som skalbaggar mäter hanarna 6–11 centimeter och honorna 5-8 centimeter.

## Arter
Enligt Catalogue of Life:
- Goliathus albosignatus
- Goliathus cacicus
- Goliathus goliatus
- Goliathus kolbei
- Goliathus orientalis
- Goliathus regius

## Bildgalleri

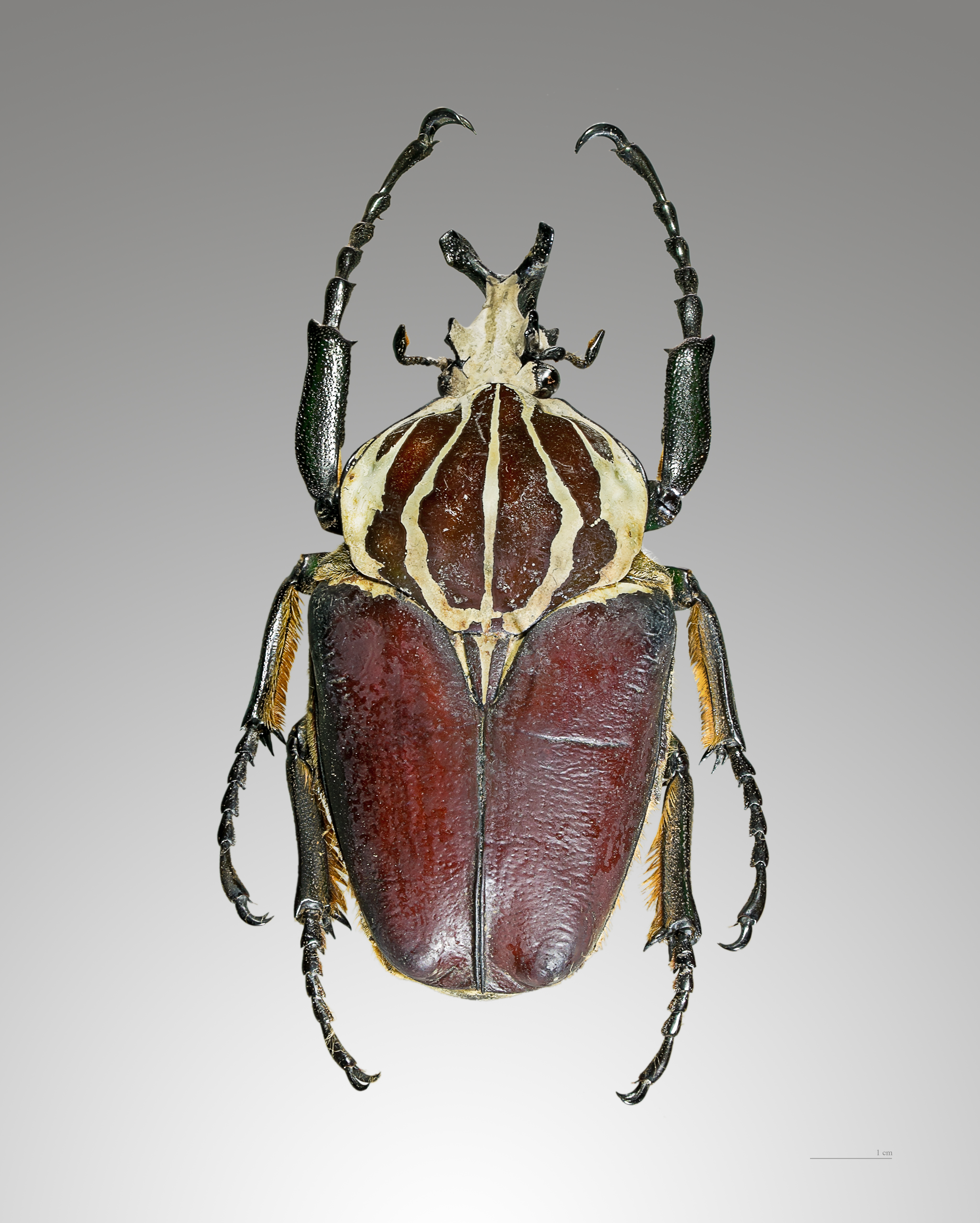
Goliathus goliatus
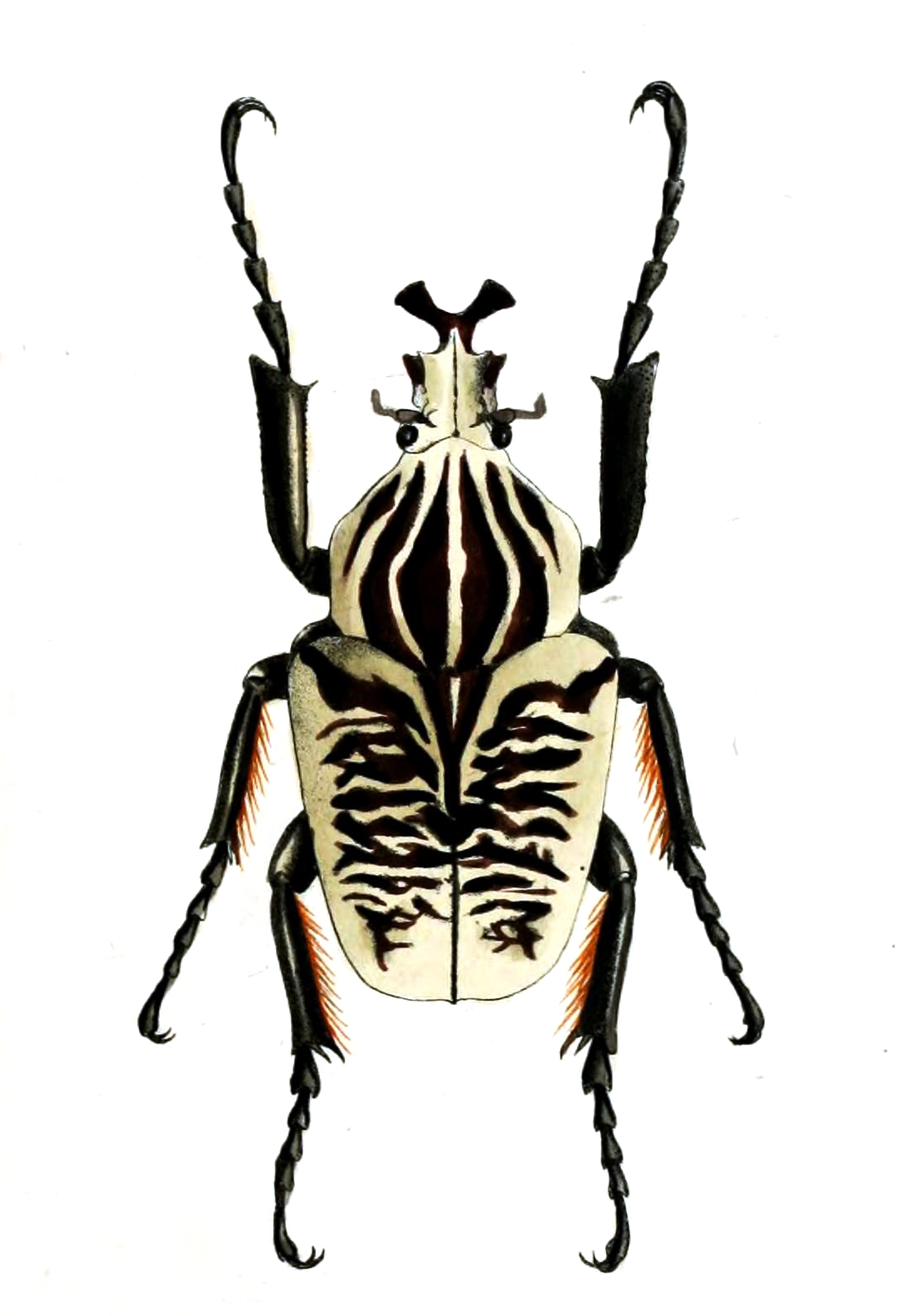
Goliathus albosignatus av underarten kirkianus.